# Осадка оснований

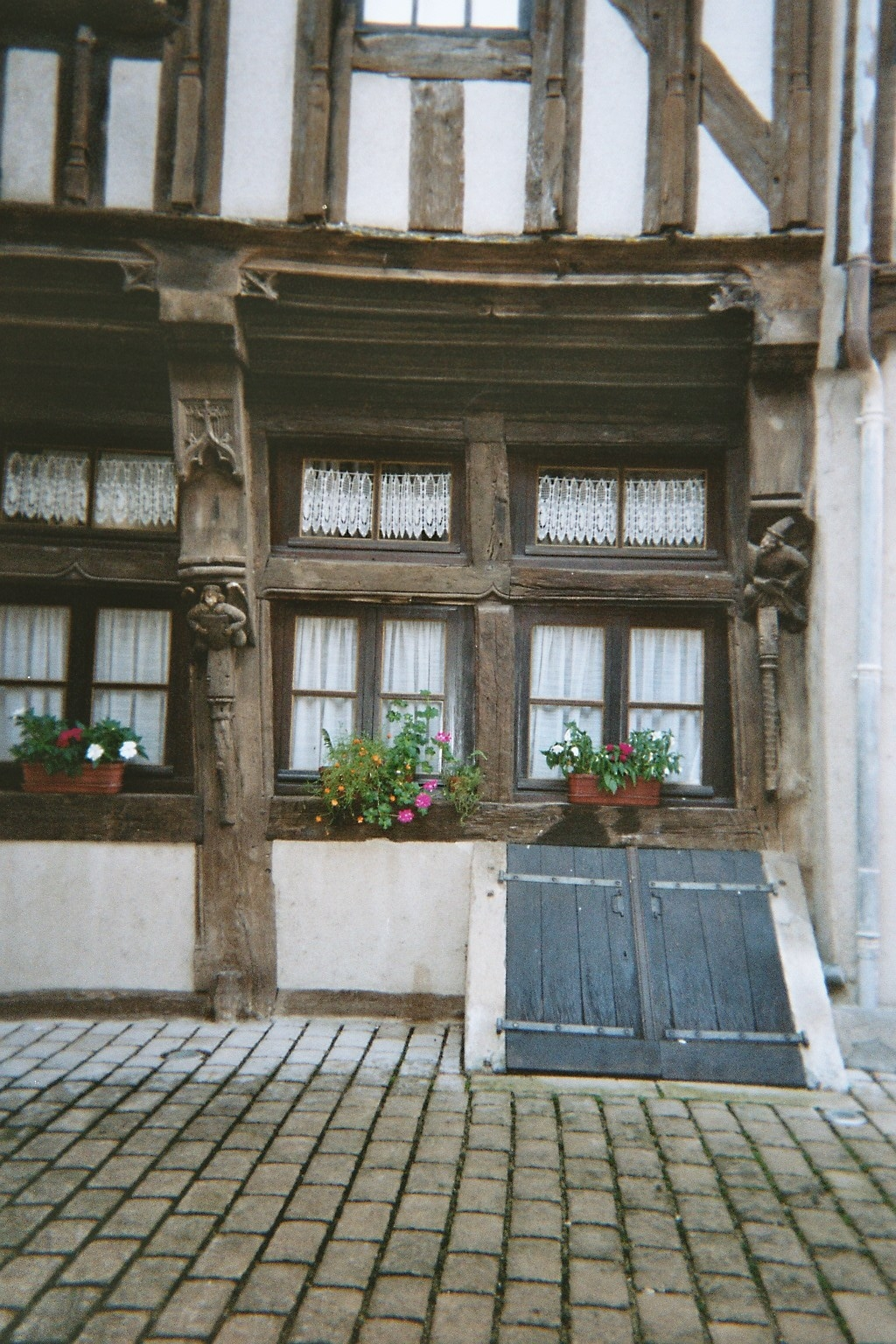
Деревянно-каркасное здание со значительной, но допустимой осадкой основания

Осадка оснований — процесс постепенного погружения здания или сооружения в землю за счёт уплотнения грунта под фундаментом.

## Описание
Различают следующие виды осадок:
- неравномерную осадку, за счет того что только часть здания попала в мульду оседания(англ. subsidence trough);
- усадка, например, в зданиях с деревянным каркасом, когда каркас теряет влажность (конструктивная усадка);
- осадка вследствие чрезмерных нагрузок, воздействующие на здание после его первоначальной постройки[1].

Осадку не следует путать с просадкой, которая возникает из-за опускания участков дневной поверхности вследствие уменьшения объёма почвенно-грунтовой массы, например, в районах горных выработок, где шахты обрушиваются под землёй. Просадки также возникают в просадочных грунтах. В промерзающих и сезонно-талых грунтах имеет место осадка.
Допустимая осадка вполне нормальна после завершения строительства, но неравномерная осадка может вызвать серьёзные проблемы для зданий. Так, традиционные здания с каркасом из зелёного дуба рассчитаны на то, что со временем здание начинает оседать по мере того, как дуб сменяется сезонами и деформируется, из-за его эластичных свойств используется известковый раствор, а не портландцемент, а в остеклении часто используются небольшие светодиодные фонари, которые могут легче воспринимать движение, чем большие стекла.

### Важность учёта осадки
В случаях, когда конструкция здания или сооружения чувствительна к быстрой осадке (например, железобетонные каркасы и статически неопределимые системы — бетонные тротуары, асфальтовые дороги), происходит нарушение структурной целостности. Т. к. абсолютно гибкие сооружения (например, транспортные) следуют за деформациями основания, то есть осадка в каждой точке будет определяться исключительно величиной нагрузки и жесткостью основания.

## Меры предотвращения осадки
Меры для предотвращения чрезмерной осадки определяются в проекте и могут быть основаны на инженерных расчётах и/или приняты по конструктивным соображениям. Максимальная осадка основания зависит от типа здания (каркасное, монолитное и т. д.), материалов использования (железобетон, дерево, сталь, камень), степени ответственности и регулируется строительными нормами.
Если рассчитанная осадка больше допустимой, то может предусматриваться так называемая грунтовая подушка (подсыпка), выполняемая из местного пригодного грунта, песка, гравия, щебня или их смеси (ПГС, ЩГС). Толщина подушки определяется инженерными расчётами и/или конструктивными требованиями в зависимости от типов и размеров залегаемых слоёв грунта под фундаментами. При невозможности применения подсыпок используются другие меры для предотвращения чрезмерной осадки как: полная замена грунта, увеличение заглубления здания или сооружения, применение бетонной подушки, распределяющей нагрузки на большую площадь грунта, либо применяются сваи.

## Примеры неравномерной осадки

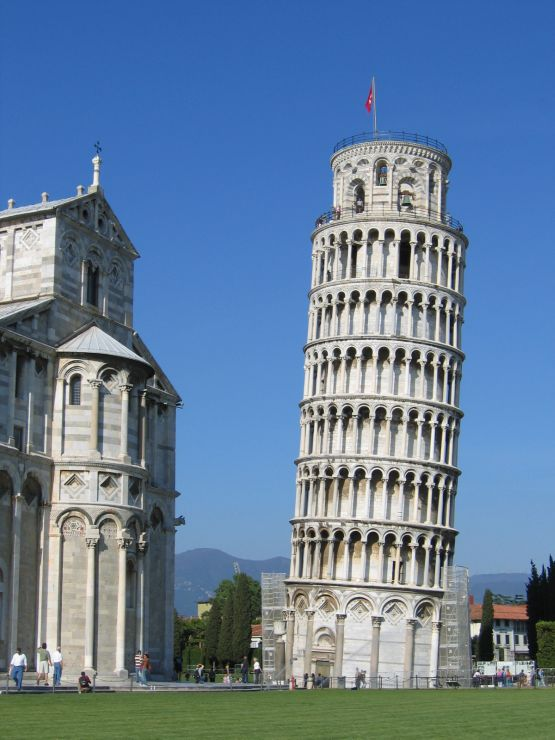
Крен Пизанской башни

Пизанская башня является типичным примером неравномерной осадки, которая остаётся постоянной благодаря вмешательству специалистов в области геотехники, направленных на укрепление грунта под её фундаментом. Другим часто упоминаемым примером в Бразилии являются здания на окраине города Сантус.

## Расчёт осадки
Последовательность расчета:
1. строят геологический разрез строительной площадки на месте рассчитываемого фундамента c нанесением размеров фундамента;[4]
2. строятся эпюры напряжений от собственного веса грунта и дополнительного напряжения от внешней нагрузки;
3. определяется сжимаемая толща;
4. сжимаемая толща разбивается на слои толщиной hi≤0,4b;
5. определяется осадка элементарного слоя грунта по формуле {\displaystyle S={\frac {P*h}{E}}}

### Расчёт осадки оснований через коэффициент объёмной сжимаемости грунта
{\displaystyle \Delta H=m_{v}H\Delta \sigma _{'}={\frac {a_{v}}{1+e_{0}}}H\Delta \sigma _{'}}

### Расчёт осадки согласно нормам Eurocode
Основной геотехнический нормативный документ объединенной Европы Eurocode 7 Геотехника в приложении F выделяет следующие способы определения осадок:
1. Метод, основанный на зависимости напряжений от деформации, англ. strains integration method или Stress-strain method, Calculation of settlements resulting from vertical stresses[6]. Схож методом послойного суммирования, приведеный в Приложении В СП 22.13330.2016 Основания зданий и сооружений как Определение осадки основания фундамента методом линейно деформируемого слоя.[7]. В общем виде определение осадки этим методом можно представить формулой {\displaystyle S={\frac {P*h}{E}}}. Этот метод рекомендован СНиП 2.02.01-83* и СП 22.13330.2016 при расчётах осадок фундаментов оснований. В основу метода положены следующие допущения: осадка основания определяется по вертикальной, центральной оси подошвы фундамента; при определении напряжений грунт рассматривается как линейно-деформируемое тело (неоднородность основания учитывается при определении деформаций каждого слоя грунта); осадка обуславливается только действием дополнительных вертикальных напряжений.Экстензометр показывает перемещения грунта, не фундамента. Обычно фактическая сжимаемая толща грунта меньше чем при расчёте осадки оснований методом послойного суммирования.
2. Скорректированный метод теории упругости, англ. Simplified adjusted elasticity method[8]
3. Осадки фундамента при отсутствии дренажа
4. Осадки фундамента за счет консолидации, через равенства {\displaystyle {\frac {\Delta H}{H_{0}}}={\frac {\Delta e}{1+e_{0}}}={\frac {\Delta V}{V_{0}}}} и {\displaystyle C_{C}={\frac {\Delta e}{\Delta log\sigma _{'}}}}
5. Зависимость время-осадка